# Niepars
Niepars (pol. Niepierce) – gmina w Niemczech, w kraju związkowym Meklemburgia-Pomorze Przednie, w powiecie Vorpommern-Rügen, siedziba Związku Gmin Niepars. 26 maja 2019 fo gminy przyłączono gminy Kummerow oraz Neu Bartelshagen, które stały się automatycznie jej częściami (Ortsteil).  